# Harjavalta församling
Harjavalta församling (finska Harjavallan seurakunta) är en evangelisk-luthersk församling i Harjavalta stad i Finland. Församlingen hör till Åbo ärkestift och Nedre Satakunta prosteri. Församlingen har cirka 5 000 medlemmar (2021) och 18 anställda. Tuomo Lindgren är sedan 2016 församlingens kyrkoherde.
Harjavalta församling blev en självständig församling år 1868 när den lämnade Kumo församling. Församlingens första kyrkoherde, Johan Gustav Hällfors, började sitt arbete i församlingen först år 1878.

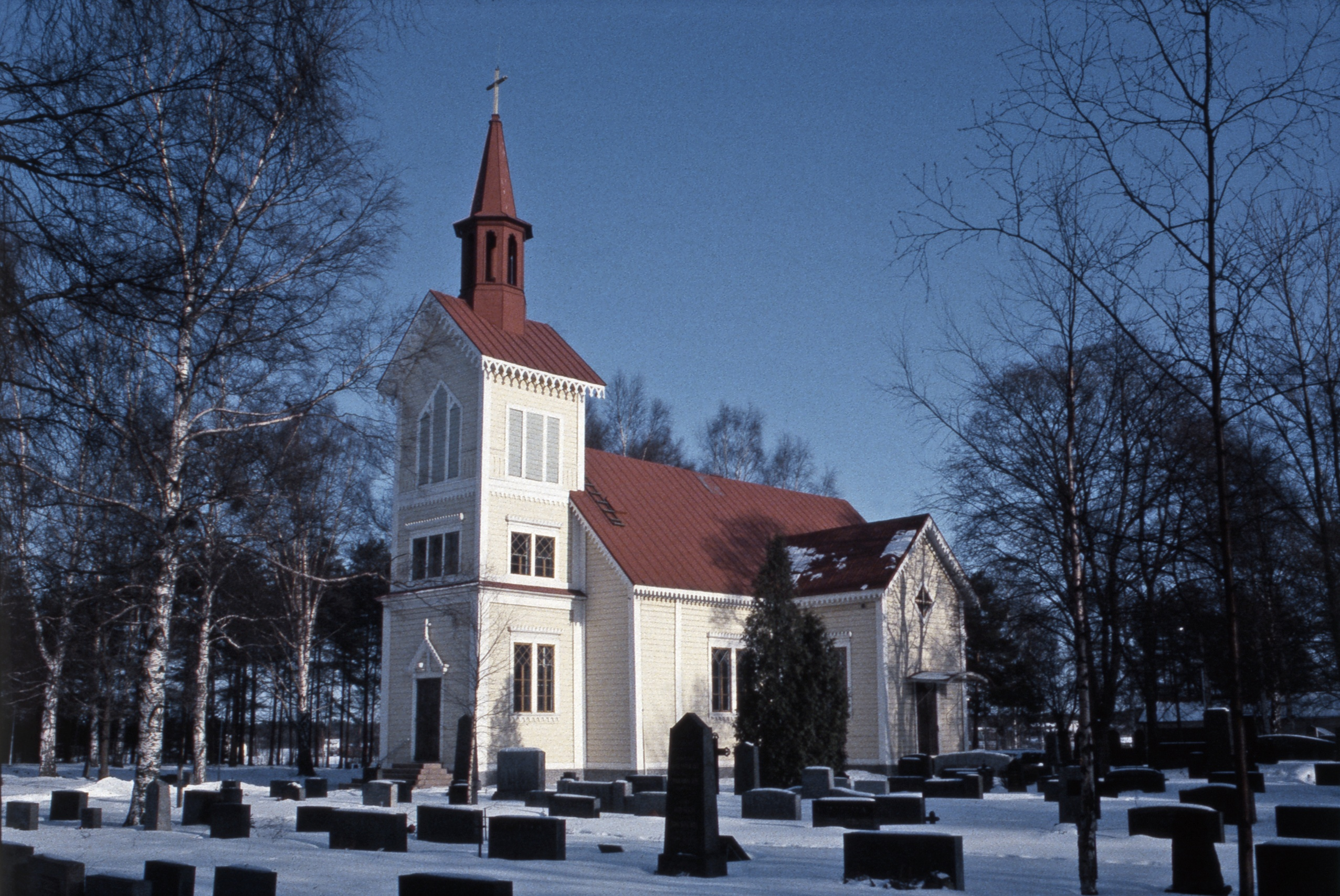
Harjavalta gamla kyrka.

Harjavalta församlings verksamhet sker i huvudsakligen på finska i kyrkan och församlingshuset bredvid kyrkan. Församlingens huvudkyrka är Salighetskyrkan (finska Kaikkien autuaiden kirkko) som ritades av arkitekt Pekka Pitkänen. Kyrkan invigdes år 1984. Bredvid Salighetskyrkan står Harjavalta gamla kyrka som uppfördes år 1870 omkring en äldre kyrka som stod på platsen.
Församlingens logo designades av konstnären Seija Nikkilä och den representerar Salighetskyrkans åttahörniga interiör.

## Kyrkoherdar
Lista över Harjavaltas kyrkoherdar:
- Johan Gustaf Hällfors 1879–1887
- Edvard Optatus Setälä 1889–1902
- Alfred Brynolf Leivo 1903–1908
- Kustaa Emil Raimoranta 1909–1939
- Wäinö Edvard Hahtola 1941–1962
- Verner Alarik Wuorisalo 1962–1974
- Jorma Jaakko Laulaja 1975–1977
- Veijo Eino Uolevi Järvinen 1978–2009
- Matti Tapani Kaipainen 2009–2015
- Tuomo Antero Lindgren 2016–